# Nicktoons Racing
Nicktoons Racing est un jeu vidéo de course développé par Software Creations et sorti à partir de 1999 sur borne d'arcade, Windows, PlayStation, Game Boy Color et Game Boy Advance.

## Personnages jouables
- Bob l'éponge
  - Bob l'éponge
  - Patrick Étoile de mer
  - Le pilote mystère (Plankton)
- Les Razmoket
  - Tommy Cornichon
  - Angelica Cornichon
- Hé Arnold !
  - Arnold
  - Helga Pataky
- La Famille Delajungle
  - Eliza Delajungle
  - Darwin
- Michat-Michien
  - Michat-Michien
- Les Castors allumés
  - Norbert et Daggett
- Drôles de monstres
  - Ickis
- Ren et Stimpy
  - Stimpy

## Accueil
- Jeuxvideo.com : 11/20 (GBA)[1]